# Croatian International 1999
Die Croatian International 1999 fanden Ende April 1999 statt. Es war die erste Austragung dieser internationalen Meisterschaften von Kroatien im Badminton.

## Medaillengewinner
| Disziplin    | Gold                               | Silber                           | Bronze                         |
| ------------ | ---------------------------------- | -------------------------------- | ------------------------------ |
| Herreneinzel | Steve Marvin                       | Valerij Strelcov                 | Dmitry Miznikov                |
| Herreneinzel | Steve Marvin                       | Valerij Strelcov                 | Denis Peshehonov               |
| Dameneinzel  | Maja Pohar                         | Natalja Esipenko                 | Natalia Golovkina              |
| Dameneinzel  | Maja Pohar                         | Natalja Esipenko                 | Darja Kranjc                   |
| Herrendoppel | Dmitry Miznikov Valerij Strelcov   | Tomislav Furdin Steve Marvin     | Kristóf Horváth Ákos Károlyi   |
| Herrendoppel | Dmitry Miznikov Valerij Strelcov   | Tomislav Furdin Steve Marvin     | Miha Šepec Miha Šepec jr.      |
| Damendoppel  | Natalja Esipenko Natalia Golovkina | Maja Pohar Maja Tvrdy            | Maja Kersnik Tinka Pelhan      |
| Damendoppel  | Natalja Esipenko Natalia Golovkina | Maja Pohar Maja Tvrdy            | Krisztina Ádám Zita Batár      |
| Mixed        | Valerij Strelcov Natalia Golovkina | Dmitry Miznikov Natalja Esipenko | Andrej Pohar Maja Pohar        |
| Mixed        | Valerij Strelcov Natalia Golovkina | Dmitry Miznikov Natalja Esipenko | Kristóf Horváth Krisztina Ádám |